# Braunsia (djur)
Braunsia är ett släkte av steklar. Braunsia ingår i familjen bracksteklar.

## Dottertaxa tillBraunsia, i alfabetisk ordning[1]
- Braunsia analis
- Braunsia angulosa
- Braunsia antefurcalis
- Braunsia antennalis
- Braunsia apicalis
- Braunsia bicarinata
- Braunsia bicolor
- Braunsia bilunata
- Braunsia bipunctata
- Braunsia brasiliensis
- Braunsia burmensis
- Braunsia cariosa
- Braunsia comosa
- Braunsia congoensis
- Braunsia diversipennis
- Braunsia ecarinata
- Braunsia enderleini
- Braunsia erlangeri
- Braunsia excelsa
- Braunsia fasciata
- Braunsia fenestrata
- Braunsia flavicalcar
- Braunsia flavofasciata
- Braunsia formosana
- Braunsia fulvicollis
- Braunsia fumipennis
- Braunsia fuscipennis
- Braunsia greeni
- Braunsia japonica
- Braunsia kriechbaumeri
- Braunsia kriegeri
- Braunsia latisocreata
- Braunsia lieftincki
- Braunsia longicoxa
- Braunsia luzonica
- Braunsia margaroniae
- Braunsia matsumurai
- Braunsia melanura
- Braunsia metanastriae
- Braunsia mimetica
- Braunsia mindanaensis
- Braunsia munda
- Braunsia nigriceps
- Braunsia occidentalis
- Braunsia ochracea
- Braunsia orientalis
- Braunsia partita
- Braunsia pilosa
- Braunsia pleuralis
- Braunsia postfurcalis
- Braunsia reicherti
- Braunsia ruficeps
- Braunsia similis
- Braunsia sjostedti
- Braunsia smithii
- Braunsia stellifera
- Braunsia striata
- Braunsia subsulcata
- Braunsia sucarandana
- Braunsia sumatrana
- Braunsia sumbana
- Braunsia temporalis
- Braunsia terminalis
- Braunsia tricolor
- Braunsia tridorsigera
- Braunsia tuberculata
- Braunsia wallacei